# Secondo Dáil
Il Secondo Dáil fu il Dáil Éireann dal 16 agosto 1921 all'8 giugno 1922. Il Parlamento era un organo legislativo rivoluzionario della Repubblica irlandese ed era considerato un'assemblea illegale dalle autorità britanniche.
I rappresentanti del Secondo Dáil furono eletti nel 1921. Una delle azioni più importanti dell'Assemblea fu di porre la fine alla guerra d'indipendenza irlandese ratificando il Trattato anglo-irlandese.

## La scelta
Nel 1920, il Parlamento britannico approvò Il Government of Ireland Act. L'intenzione era quella di trovare una soluzione al "problema irlandese" dividendo l'isola in due parti, l'Irlanda del Sud e l'Irlanda del Nord, ciascuna delle quali avrebbe avuto un parlamento e un'autonomia limitata, l'Home rule.. Le prime elezioni per queste assemblee si sono svolte nel 1921.
I nazionalisti del Sinn Féin hanno partecipato a queste elezioni, ma si sono rifiutati di riconoscere i nuovi parlamenti. Entrambi consideravano le elezioni come elezioni per l'altro Dáil.
In Irlanda del Nord, le elezioni si sono svolte il 24 maggio. Dei 53 seggi, 40 sono stati vinti da unionisti, sei da nazionalisti moderati e sei dal Sinn Féin. Nell'Irlanda del sud non si è votato, poiché tutti i candidati hanno corso senza un candidato rivale. Dei 128 seggi, il Sinn Féin ne ottenne 124, mentre quattro laburisti indipendenti rappresentavano l'Università di Dublino (Trinity College).
Solo i rappresentanti del Sinn Féin hanno partecipato al secondo Dáil. Ne furono eletti 130, ma quando furono eletti cinque di loro sia nel nord che nel sud, il numero totale dei rappresentanti era 125.

## Il trattato
Durante il Secondo Dáil, iniziarono i colloqui di pace tra la Repubblica irlandese e il governo britannico. Come presidente del Dáil Éireann, Éamon de Valera era in pratica capo di stato. Per rafforzare la causa dell'Irlanda nei negoziati, ha convinto il Dáil a modificare la costituzione in modo da potergli conferire il titolo di Presidente della Repubblica irlandese. Quindi, da parte irlandese, si potrebbe sostenere che i negoziati si sono svolti tra due Stati; da parte britannica è stato visto come un negoziato tra il governo centrale ei rappresentanti locali.
Il 14 settembre 1921, il Dáil ratificò la nomina di Arthur Griffith, Michael Collins, Robert Barton, Eamonn Duggan e George Gavan Duffy come negoziatori con pieni poteri, e il 6 dicembre i cinque firmarono il trattato.
Dopo quasi un mese di accesi e aspri dibattiti, il Dáil ratificò il trattato con 64 voti contro 57 il 7 gennaio 1922.
Per soddisfare i requisiti costituzionali britannici, il trattato doveva essere ratificato anche dal Parlamento dell'Irlanda meridionale. Per fare ciò, i membri del Dáil hanno sospeso il boicottaggio e si sono incontrati con i quattro parlamentari unionisti per ratificare il trattato.

## Risoluzione
Secondo il trattato, il Secondo Dáil fu sciolto e il 16 giugno 1922 fu eletto un parlamento provvisorio. Da parte irlandese questo è considerato il Terzo Dáil, mentre da parte britannica è considerato il successore del Parlamento dell'Irlanda del sud.
Una minoranza nell'ambiente repubblicano ritiene che l'altro Dáil non abbia cessato di esistere in questo momento e che questo parlamento abbia trasferito la sua autorità all'IRA Army Council nel 1938.

## Sede
La sede delle sessioni era la Mansion House a Dublino.
La tregua del 12 luglio ha offerto al neoeletto Secondo Dáil l'opportunità di riunirsi più frequentemente e apertamente e di pubblicare i lavori in modo più completo.